# Бережанский, Николай Степанович
Никола́й Григо́рьевич Бережа́нский (настоящая фамилия Ко́зырев; 1884, Бережане, Псковская губерния — 22 июня 1935, Яунлатгале) — известный в межвоенной Латвии журналист, собиратель и исследователь русского фольклора в Латвийской республике (в основном на территории Латгале и Яунлатгале).

## Ранние годы
Родился в Бережанах под Островом. Юные годы Николай Козырев провёл в Псковской губернии. С ранних лет он состоял на службе курьером в Российском почтовом ведомстве. Также некоторое время он проработал корреспондентом в Санкт-Петербургской Академии наук. Находясь во Псковской губернии, Козырев присылал свои остросюжетные публицистические заметки в различные периодические издания Санкт-Петербурга под псевдонимом Бережанский (от места рождения, Бережаны). Именно тогда в творческой журналистской среде за ним закрепился этот псевдоним. Впоследствии писал также под псевдонимами Велизарий, Н. Галин, Н. Голосв, НикГрибер, Н. Григорьев. Из газет, которые публиковали его заметки и комментарии, можно отметить «Русь», «Новое время», «Вечернее время», а также неравнодушными к публицистическому творчеству Бережанского оказались популярные журналы «Нива», «Для всех», «Родина» и некоторые другие. Под собственной фамилией составил Солдатские песни (Петроград: Сельский вестник, 1915) и Солдатские сказки (Петроград: Б. А. Суворин, 1915).
В связи с революционными событиями Николай Бережанский вынужден был спасаться бегством, в результате которого ему удалось закрепиться в столице молодой Латвии — Риге. Впоследствии именно с этой страной Николай Бережанский свяжет свою судьбу, будучи незаурядным фольклористом и подвижником в области собирания литературного фольклорного достояния жителей латгальской глубинки. Именно в начале своего рижского периода вместе с Яковом Брамсом он повлиял на создание газеты «Сегодня», а до возникновения этого популярного в русскоязычном мире органа печати он играл одну из ведущих ролей в газете «Наши дни», которая являлась прямой предшественницей «Сегодня», а также стала первой газетой, выходившей на русском языке после оккупации Риги кайзеровскими войсками.

## Работа в газетах «Наши дни», «Народ» и «Сегодня»
В этой газете Брамс и Бережанский уделяли много внимания мировым новостям, в первую очередь анализируя и комментируя события на российской политической арене. В одной из статей, вышедшей в середине декабря 1918 года Николай Бережанский сопоставил «латышских стрелков и латвийскую демократию», а также заявил о том, что у российской и латвийской демократии имеется много общего. Эта статья настроила против газеты как представителей латышской интеллигенции, так и латышей-сторонников большевизма. Сразу после этой публикации латышское периодическое издание «Латвияс Балсс» обвинила «Наши дни» в притеснении всего, что имеет отношение к Латвии. 3 января 1919 года после победоносного наступления латышских красных стрелков к Риге газета «Наши дни» была ликвидирована по политическим соображениям. Вскоре после временного кризиса в издательской среде Бережанский вместе с Брамсом, Эльяшевым, Гликманом, Правдиным и Латвиниексом основывают новую газету «Народ» (26 августа 1919 года под редакцией Якова Брамса), которая отличалась аналитической направленностью — ключевыми темами, на которых заостряла внимание газета, была судьба старой-новой России и судьба еврейского народа на новом культурно-политическом пространстве (имелись в виду как Россия, так и Латвия).
Через короткое время (после 21 ноября 1921 года) Бережанский начинает сотрудничать с перспективной газетой «Рижский курьер» (финансовая ответственность за издание которого несёт предприниматель и меценат Николай Белоцветов, основатель акционерного общества «Саламандра»), ожесточённо конкурировавшей с «Сегодня» за читательские преференции на рынке периодических изданий Латвии. Он возглавляет русский отдел, в котором регулярно публикует яркие и острые статьи — через некоторое время он становится любимцем публики и одним из наиболее читаемых журналистов страны. Именно в зените своей публицистической славы он покидает «Рижский курьер» и в дальнейшем участвует в основании нового органа печати под названием «Вечернее время», который впоследствии в том числе с лёгкой руки Бережанского был переименован в «Слово».

## Деятельность в «Слове»
В начале 1920-х годов Бережанский также проявляет повышенный интерес к фольклорному наследию русской Латгалии, выступая инициатором и руководителем ряда собирательских экспедиций. Через некоторое время Бережанский отправляется на новое место жительства в Берлин, где творчески сближается с российским прозаиком-мигрантом Иваном Созонтовичем Лукашом, другом молодого поэта и начинающего прозаика Владимира Набокова, который выпускает поэтические сборники под псевдонимом Сирин. Именно из Берлина в начале 1926 года Николай Бережанский вместе с Лукашом возвращается в Ригу по приглашению газеты «Слово», которая пытается приютить под своим крылом как можно большее количество успешных и положительно зарекомендовавших себя журналистов по причине обострения коммерческой борьбы. Редакционный и писательский коллектив газеты составляют достаточно известные рыцари пера — опытный редактор Леонард Кароль-Пурашевич, публицист Иван Станиславович Нолькен, сам Бережанский и журналист, скрывавшийся под псевдонимом Нео-Сильвестр. Помимо местных сотрудников редакция «Слова» заручилась литературной поддержкой маститых писателей русской эмиграции, из которых можно отметить Ивана Алексеевича Бунина, Бориса Константиновича Зайцева, Лукаша, Сирина (Набокова), Шмелёва, Саши Чёрного.
Именно в связи с сенсационным возвращением Бережанского в латвийскую столицу в «Сегодня» были опубликованы обвинения «Слова» в приверженности антисемитско-черносотенной направленности, которые не соответствовали действительности. В целях избежания муссирования подобных слухов в начале марта 1926 года «Слово» опубликовало обширный комментарий своего главного идеолога Ивана Александровича Ильина, в котором тот опровергал появившиеся домыслы и выказывал уважение к еврейской общине Латвии. Что касается Бережанского, то он в итоге становится одним из редакторов газеты «Слово».

## Деятельность по сбору русского фольклора Латвии
Через короткое время «Слово» всё же дискредитирует себя рядом скандальных публикаций (роковым промахом стало предоставление трибуны международному авантюристу, одиозной фигуре 1920-х годов Альберу Перро, «бразильскому консулу») и не оправдавших себя рекламных акций — после его закрытия Бережанский целиком и полностью посвящает себя любимому делу жизни — собиранию устного фольклора латгальцев. Как фольклорист Бережанский проявил себя ещё в 1910-е годы, издав сборник «Солдатские сказки», в котором изложил методологические принципы сбора и обработки фольклорного материала. С 1911 по 1914 года по поручению Академии наук он издал более 400 статей, посвящённых теме фольклорных изысканий. Тогда же Николай Бережанский издаёт книгу «Свадебные обряды и обычаи Островского уезда Псковской губернии», в которой вниманию читателей был предложен грамотный и исчерпывающий анализ фольклорных традиций Псковской губернии — за эту книгу он удостоился высокой почётной награды: Золотой медали Академии наук. В Латвии Бережанский с головой окунулся в фольклорные исследования; энергично и интенсивно он систематизировал и издавал фольклорное наследие латвийской глубинки с 1918 по 1935 год. Историко-этнографическая тематика с литературно-фольклорной доминантой на страницах латвийских газет неизменно привлекали внимание своей новизной и компетентностью в изложении материала.
В начале 1930-х годов начал издаваться культурно-просветительский журнал «Новая школа», в котором рассматривались в основном педагогические проблемы. В тематической рубрике «К собиранию русского фольклора» Бережанский опубликовал призыв «Собирайте живую старину!». Именно в этом призыве Бережанский хвалебно высказался о своём идейном наставнике Иване Дмитриевиче Фридрихе, латгальском школьном учителе, а также отметил активную роль некоторых общественных организаций и культурных обществ в деле собирания фольклорного наследия русских Латвии. В первую очередь он имел в виду староверческий кружок ценителей русской старины, которым руководил политик и просветитель Иван Никифорович Заволоко. Также он отметил культурно-просветительскую деятельность комиссии по собиранию фольклора в Латвии, созданную в январе 1930 года, которую по решению министерства культуры возглавил профессор Латвийского Университета Иван Ферапонтович Юпатов.
В 1930 году Николай Степанович Бережанский издал «Руководство для собирания произведений русской народной словесности». В этом справочном методическом издании Бережанский изложил все свои практические разработки, испробованные автором на протяжении двух десятилетий систематизации и исследования материала устного народного творчества. Вот отдельные пункты, представленные автором и являющиеся по существу рекомендациями фольклористам для практического применения:
1. прежде всего, нужно спасти от забвения уцелевшие в русской деревне — сказки, легенды, придания, народные анекдоты, заговоры, пословицы, народную медицину, обряды (свадебные, похоронные, крестильные) и пр.
2. не надо смущаться неподготовленности к делу
3. за общее правило надо поставить — собирать материал решительно у всех: у стариков и молодых, грамотных и неграмотных и т. д.
4. для науки одинаково ценно все и «интересное» и «неинтересное», всякое наблюдение над народной жизнью, всякий верно подмеченный факт
5. все описания и записи текстов должны производиться с наибольшей точностью и полнотой
6. собиратель никогда не должен рассчитывать на свою память; необходимо дать, по возможности, полную характеристику сказителя и его манеру рассказывать сказки 
В начале 1930-х у Николая Бережанского обострились проблемы со здоровьем — ещё в юности у него был обнаружен туберкулёз. В 1935 году после затяжного кризиса Бережанский скончался на родной земле в Яунлатгале. Рижский журналист Геннадий Гроссен отметил в некрологе, посвящённом Бережанскому, что «бежав за границу от большевиков, он ничего не унес с собой, кроме огромной любви к потерянной родине и бацилл чахотки». Тем не менее его деятельность по систематизации, обработке и популяризации русского фольклорного наследия Латвии (наряду с деятельностью Ивана Фридриха, Ивана Заволоко и Василия Синайского) заложила в том числе и научные основы латвийской фольклористики.